# Geocoris paulus
Geocoris paulus är en insektsart som beskrevs av Mcatee 1914. Geocoris paulus ingår i släktet Geocoris och familjen Geocoridae. Inga underarter finns listade i Catalogue of Life.